# Gisavya
Gisavya är ett vattendrag i Burundi.   Det ligger i provinsen Rutana, i den centrala delen av landet, 90 kilometer sydost om huvudstaden Bujumbura.
Omgivningarna runt Gisavya är huvudsakligen savann. Runt Gisavya är det ganska tätbefolkat, med 185 invånare per kvadratkilometer.